# Brainville (Meurthe i Mozela)
Brainville – miejscowość i gmina we Francji, w regionie Grand Est, w departamencie Meurthe i Mozela.
Według danych na rok 1990 gminę zamieszkiwały 153 osoby, a gęstość zaludnienia wynosiła 15 osób/km² (wśród 2335 gmin Lotaryngii Brainville plasuje się na 892. miejscu pod względem liczby ludności, natomiast pod względem powierzchni na miejscu 590.).